# Dendrobates minutus
Dendrobates minutus (tên tiếng Anh: Blue-bellied Poison Frog) là một loài ếch thuộc họ Dendrobatidae.
Loài này có ở Colombia và Panama.
Môi trường sống tự nhiên của chúng là rừng ẩm vùng đất thấp nhiệt đới hoặc cận nhiệt đới và vùng núi ẩm nhiệt đới hoặc cận nhiệt đới.
Chúng hiện đang bị đe dọa vì mất môi trường sống.